# 遊びにおいで〜Come on-a my House
『遊びにおいで〜Come on-a my House』（あそびにおいでカモナマイハウス）は、1986年10月から同年12月までテレビ朝日系列局で放送されたバラエティ番組（生放送）。放送時間は毎週水曜 21:00 - 21:54 (JST) 。

## 概要
10年間続いた長寿番組『欽ちゃんのどこまでやるの!?』に替わってスタートした番組で、東京へ再進出してきたばかりの笑福亭鶴瓶をメインに起用していた。
番組は生放送の公開バラエティで、スタジオ参加の視聴者と進めるコーナーが盛り込まれており、関西他関東以外の一部地域で放送されていた『突然ガバチョ!』（毎日放送）も意識したような内容であった。
コーナーの一例としては、ステージの中央に大量のやかんが山積みになっており、その中から音を出さずに一つずつやかんを外していく「おヤカンさまを探せ」や、毎週都内近郊のどこかへ中継車を向かわせ、そこから見える風景をヒントに、その映像に映っていると思われる住宅などにいる人たちへ向けて、部屋の明かりを点けたり消したりさせることで、その中継現場一帯でどのくらいの人がこの番組を見ているか調べるという「レッツチカチカ」（前述の突然ガバチョ!でも同じ企画があった）といったものがあった。
ただ、関東での視聴率が伸びず、番組はわずか3か月（1クール）で打ち切りとなった。打ち切り後、春改編までは海外ドラマの『ナイトライダー』でつなぎ、4月からは、2023年現在も続く『はぐれ刑事純情派』や『相棒』などの刑事ドラマ枠が開始された。

## 司会
- 笑福亭鶴瓶
- 相本久美子

## スタッフ
- 構成作家：三谷幸喜[1] ほか
- 音楽：井上堯之
- ディレクター：西滝順二 (イースト)
- プロデューサー：富永正人 (イースト)
- 制作協力：イースト
- 制作著作：テレビ朝日

## ネット局
この番組はテレビ朝日系列局で放送されたほか、TBS系列局の岩手放送（現・IBC岩手放送）や日本テレビ系列局の青森放送、福井放送（当時はまだテレビ朝日系列とのクロスネット局ではなかった）でも遅れネットで放送。福井放送では、かつて同局が『欽どこ』の遅れネット枠として使用していた土曜22時台（土曜 22:00 - 22:54）で放送された。なお、同枠は番組の終了後も、そのまま『ナイトライダー』→刑事ドラマの遅れネット枠として使われた。